# Font de Coll de Jou
La font de Coll de Jou és una font de broc de pedra que brolla en el mur de contenció que tanca Coll de Jou per la banda nord. La font és dins un nínxol obert en aquest mur.